# 李娜靜
李娜靜（韓語：이나정），又譯李那庭、李那廷或李娜正，韓國電視劇導演。

## 作品列表

### 電視劇

#### 導演
- 2011年：KBS《只有你》
- 2012年：KBS《世上哪裡都找不到的善良男人》
- 2013年：KBS《Drama Special－煙雨的夏天》
- 2015年：KBS《雪路》
- 2015年：KBS《Oh My Venus》
- 2017年：KBS《三流之路》
- 2019年：Netflix《喜歡的話請響鈴》
- 2021年：tvN《Mine》
- 2023年：tvN《今生也請多指教》

#### 製作人
- 2014年：KBS《陽光滿溢》
- 2015年：KBS《記得你》

#### 助理導演
- 2005年：KBS《奇男怪女》
- 2008年：KBS《最強七迂》
- 2009年：KBS《熱血生意人》
- 2010年：KBS《Drama Special－紅色糖果》
- 2011年：KBS《公主的男人》

### 電影
- 2017年：《雪路》[1][2]

## 獲獎列表
| 年份   | 頒獎典禮           | 獎項            | 作品     | 結果 |
| ------ | ------------------ | --------------- | -------- | ---- |
| 2022年 | 第58屆百想藝術大獎 | 電視部門 導演獎 | 《Mine》 | 提名 |

## 外部連結
- 【people】<눈길> 이나정 감독專欄介紹 （页面存档备份，存于）
- 16th 전주국제영화제導演個人資料介紹
- Daum （页面存档备份，存于）
- Naver
- 李 娜靜-韓國偶像劇場 （页面存档备份，存于）（中文）